# Hanna Schmitz
Hanna Kristina Schmitz, tidigare Sjögren-Devrient, född Sjögren 7 augusti 1976 i Västerljung, är en svensk skådespelare, ljudboksuppläsare.

## Biografi
Schmitz är uppvuxen utanför Vagnhärad i Södermanland och ägnade sig åt hästar innan hon inledde sin teaterbana. Hon är utbildad vid Teaterhögskolan i Stockholm 2003-2007 och har även studerat dans för bland andra Örjan Andersson och Anna Vnuk. Hon har verkat vid teatrar som Malmö Stadsteater – där hon bland annat gjorde titelrollen i Dennis Magnussons Jenny from Hörby 2008 – , Spegelteatern, Strindbergs Intima teater, experimentella dansteatern Weld, Teater Oberon, Skottes Musikteater, Dramatiska Institutet, Ung scen/öst, pjäsen Earwitness på Edinburgh Festival Fringe, Teater Tribunalen och Teater Galeasen. Sedan 2011 har hon också på Månteatern i Lund medverkat i föreställningar som Lövet av Ann-Sofie Bárány, Kennert fru Bergström och Daisy av Olle Törnqvist, samt titelrollen i Elektra i regi av Lucy Pitman-Wallace. Hösten 2014 gjorde hon där monologföreställningen Utrop i dramatisering av Céline Curiols roman. Hon har även medverkat i Linné och hans apostlar på Sveriges Television 2004.
2018 medverkade hon i TV-serien Önskans Hjärta på Sveriges Telivision
Hon gör regelbundet ljud- och talboksinläsningar för Bibliotekstjänst i Lund. Tillsammans med författaren Carol Rifka Brunt tilldelades hon Stora Ljudbokspriset 2014 för inläsningen av boken Låt vargarna komma.
Hon är gift med skådespelaren Magnus Schmitz.

## Teater

### Roller
| År   | Roll  | Produktion                                             | Regi           | Teater                  |
| ---- | ----- | ------------------------------------------------------ | -------------- | ----------------------- |
| 2005 |       | Tartuffe/Bedragaren (Tartuffe, ou l'Imposteur) Molière | Ragnar Lyth    | Malmö Dramatiska Teater |
| 2005 | Hilde | Kvinnan från havet (Fruen fra havet) Henrik Ibsen      | Olof Lindqvist | Malmö Dramatiska Teater |
| 2008 | Jenny | Jenny från Hörby Dennis Magnusson                      | Dennis Sandin  | Malmö Dramatiska Teater |